# 청포도 (사탕)
청포도는 롯데웰푸드에서 생산하는 사탕이다. 청포도 과즙이 들어있는 것이 특징이다.